# Netsky
Netsky (IPA: /ˈnɛtskaɪ/), de artiestennaam van Boris Daenen (Edegem, 22 maart 1989), is een Belgische dj en producent van drum and bass. Zijn artiestennaam is vernoemd naar een computervirus dat in de periode wanneer hij muziek begon te maken vrij actief was. Het idee daarachter was dat de kans bestond dat men het virus zou downloaden, wanneer men op internet op zoek zou gaan om zijn muziek illegaal te downloaden. De naam van het virus op zich is dan weer een anagram van het computernetwerk Skynet uit de Terminator-filmreeks.

## Biografie

### Beginjaren
Daenen begon na zijn middelbare studie aan de studie Producer Digitale Media aan de Lessius Hogeschool te Antwerpen. Gedurende zijn opleiding begon hij te werken aan wat uiteindelijk zijn debuutalbum zou worden. Na twee jaar stopte hij met studeren aan de Lessius Hogeschool.
Netsky gebruikte AIM-Inbox, een medium van Hospital Records om eigen producties toe te sturen, om zijn werk te verkopen. Uiteindelijk bracht hij een single uit via een onafhankelijk recordlabel uit het Verenigd Koninkrijk. Na herhaaldelijk inzendingen sturen kreeg hij op het einde van 2009 een contract aangeboden door Hospital Records. Hospital Records is het platenlabel van onder meer High Contrast en London Elektricity, deze eerste heeft tevens invloed gehad op zijn huidige werk.
Hij kon met verschillende singles de tweede plaats bekomen binnen de categorieën de 'Breakthrough DJ' en 'Best Liquid DJ' op de Drum and Bass Awards van 2010. Enkele maanden na zijn ondertekening bij Hospital Records bracht de producent zijn eerste album uit, genaamd Netsky. Op 31 mei 2010 verscheen het album op dubbel-12", lp, cd en digitale albums.

### Doorbraak
Voornamelijk het nummer Moving with you (met Jenna G) wist een zomerhit te worden in België. Het was een van de eerste drum-'n-bass-nummers dat werd gedraaid op een Vlaams radiostation. Uiteindelijk werd Netsky door Moving with you verkozen tot 'Beste Belgische DJ' door de luisteraars van Studio Brussel.
Dankzij het succes in België won Netsky aan internationale bekendheid. Hij bracht meerdere remixen uit waaronder Everyday (Rusko), One (Swedish House Mafia), Witchcraft (Pendulum), Nobody's Perfect (Jessie J) en Black & Blue (Miike Snow). Daarnaast begon hij met dj-sets op Tomorrowland, Dour Festival, Lowlands, Crammerock en Pukkelpop.
Op 25 juni 2012 bracht hij zijn tweede album uit, simpelweg getiteld 2. Het album stond zes weken lang op nummer 1 in de Vlaamse albumlijst. Give & take was de eerste single van het tweede album en werd goed ontvangen in verschillende landen.
Doorheen 2012 begon Netsky met verschillende liveoptredens, onder meer met de aanwezigheid van drummer Michael Schack, toetsenist Babl en MC Script. Op Rock Werchter 2012 werd hij gedurende één nummer bijgestaan door de Leuvense zangeres Selah Sue. Naast Rock Werchter 2012 stond de producent ook op grote internationale festivals zoals Sziget Festival. In november 2012 deed Netsky een livetour door het Verenigd Koninkrijk.
Bij de MIA's van 2012 won Netsky de belangrijke prijs in de categorie 'Beste Mannelijke Soloartiest', eveneens de prijs in de categorie 'Beste Dance'. Netsky was genomineerd in vijf categorieën: 'Hit van het Jaar', 'Beste Album', 'Beste Mannelijke Soloartiest', 'Beste Dance' en 'Beste Live Act'.
Netsky bracht in juni 2014 de single Running Low uit. Hij stond die zomer ook op de mainstage van Tomorrowland. Bij de MIA's van 2014 won Netsky de prijs in de categorie 'Dance'. In de zomer van 2015 verscheen de single Rio, als voorproefje op een nieuw album dat in 2016 zou verschijnen. Hij bleef vaak optreden tijdens verschillende festivals. Hij was de afsluitende act op Pukkelpop in 2015, opende het Dour Festival in 2016 en speelde een dj-set op Tomorrowland in 2017. Bij al deze optredens stond hij op het hoofdpodium. Tijdens Tomorrowland speelde hij ook een dj-set op zijn eigen Netsky and friends-stage.
In 2015 won hij de Vlaamse Cultuurprijs voor Muziek 2014. In juni 2016 verscheen zijn derde album: 3.

## Hitlijsten

### Albums
| Album met hitnotering(en) in de Vlaamse Ultratop 200 albums | Datum van verschijnen | Datum van binnenkomst | Hoogste positie | Aantal weken | Opmerkingen |
| ----------------------------------------------------------- | --------------------- | --------------------- | --------------- | ------------ | ----------- |
| Netsky                                                      | 14-06-2010            | 26-06-2010            | 24              | 77           |             |
| 2                                                           | 25-06-2012            | 30-06-2012            | 1(6wk)          | 74           | Goud        |
| 3                                                           | 03-06-2016            | 18-06-2016            | 1(1wk)          | 34           |             |
| Second Nature                                               | 30-10-2020            | 06-11-2020            | 8               | 3*           |             |

### Singles
| Single met eventuele hitnotering(en) in de Nederlandse Top 40 | Datum van verschijnen | Datum van binnenkomst | Hoogste positie | Aantal weken | Opmerkingen                                        |
| ------------------------------------------------------------- | --------------------- | --------------------- | --------------- | ------------ | -------------------------------------------------- |
| Love has gone                                                 | 2012                  | 15-09-2012            | tip6            | -            | Nr. 93 in de Single Top 100                        |
| Rio                                                           | 2015                  | 08-08-2015            | tip1            | -            | Nr. 95 in de Single Top 100                        |
| Here with you                                                 | 2017                  | 05-08-2017            | 25              | 10           | met Lost Frequencies / Nr. 76 in de Single Top 100 |
| Let me hold you                                               | 2020                  | 14-11-2020            | tip22*          |              | met Hybrid Minds                                   |

| Single met hitnotering(en) in de Vlaamse Ultratop 50 | Datum van verschijnen | Datum van binnenkomst | Hoogste positie | Aantal weken | Opmerkingen                                   |
| ---------------------------------------------------- | --------------------- | --------------------- | --------------- | ------------ | --------------------------------------------- |
| Iron heart                                           | 09-08-2010            | 21-08-2010            | tip22           | -            |                                               |
| Moving with you                                      | 2010                  | 28-08-2010            | tip14           | -            | met Jenna G                                   |
| Tonight                                              | 17-01-2011            | 05-02-2011            | tip25           | -            | met Danny Byrd                                |
| Give & take                                          | 16-01-2012            | 28-01-2012            | 17              | 7            | Nr. 2 Dance                                   |
| Come alive                                           | 07-05-2012            | 02-06-2012            | 10              | 29           | Platina / Nr. 2 Dance                         |
| Love has gone                                        | 23-07-2012            | 25-08-2012            | 14              | 11           | Nr. 5 Dance                                   |
| We Can Only Live Today (Puppy)                       | 29-10-2012            | 10-11-2012            | 8               | 26           | met Billie / Platina / Nr. 2 Dance            |
| Running Low                                          | 2014                  | 28-06-2014            | 1(1wk)          | 17           | met Beth Ditto / Goud                         |
| Can't speak                                          | 2015                  | 21-03-2015            | tip81           | -            | met Metrik & Stealth                          |
| Rio                                                  | 2015                  | 18-07-2015            | 4               | 19           | met Digital Farm Animals / Goud / Nr. 1 Dance |
| Work it out                                          | 2016                  | 30-01-2016            | 5               | 17           | met Digital Farm Animals / Nr. 1 Dance        |
| Higher                                               | 2016                  | 04-06-2016            | 19              | 19           | met Jauz / Nr. 1 Dance                        |
| Who knows                                            | 2016                  | 10-12-2016            | 30              | 9            | met Paije / Nr. 2 Dance                       |
| Here with you                                        | 2017                  | 15-07-2017            | 2               | 19           | met Lost Frequencies / Platina / Nr. 1 Dance  |
| Téquila limonada                                     | 2018                  | 25-08-2018            | 18              | 11           | met A.Chal / Nr. 1 Dance                      |
| Ice cold                                             | 2018                  | 20-10-2018            | tip11           | -            | met David Guetta / Nr. 5 Dance                |
| Voodoo magic                                         | 2018                  | 22-12-2018            | tip             | -            | met Toulouse & Stargate                       |
| I don't even know you anymore                        | 2019                  | 23-03-2019            | 42              | 3            | met Bazzi & Lil Wayne / Nr. 3 Dance           |
| Snitch                                               | 2019                  | 03-08-2019            | tip 8           | -            | met Aloe Blacc / Nr. 6 Dance                  |
| I see the future in your eyes                        | 2020                  | 11-04-2020            | tip 5           | -            | Nr. 9 Dance                                   |
| Mixed emotions                                       | 2020                  | 29-08-2020            | tip 4           | -            | Nr. 5 Dance                                   |
| Let me hold you                                      | 2020                  | 20-11-2020            | 12              | 22           | met Hybrid Minds / Nr. 1 Dance                |
| Hold On                                              | 2021                  | 26-06-2021            | 45              | 4*           | met Becky Hill                                |
| Barricades                                           | 2022                  | 24-07-2022            | 44              | 4*           | met Rita Ora                                  |

## Discografie
| Jaar | Nummer                                                      | Album                                   |
| ---- | ----------------------------------------------------------- | --------------------------------------- |
| 2009 | King of the stars (Netsky & Crystal Clear)                  | Staan niet op een album                 |
| 2009 | Prisma                                                      | Staan niet op een album                 |
| 2009 | Be free                                                     | Staan niet op een album                 |
| 2009 | Do it do it                                                 | Staan niet op een album                 |
| 2009 | Tomorrow's another day                                      | Staan niet op een album                 |
| 2009 | Starlight                                                   | Staan niet op een album                 |
| 2009 | Young and foolish                                           | Staan niet op een album                 |
| 2009 | Everyday                                                    | Staan niet op een album                 |
| 2009 | Come back home                                              | Staan niet op een album                 |
| 2009 | Generations (S.P.Y Remix)                                   | Staan niet op een album                 |
| 2009 | Hold on to love (BCee & Netsky)                             | Staan niet op een album                 |
| 2009 | I refuse                                                    | Staan niet op een album                 |
| 2009 | Midnight express                                            | Staan niet op een album                 |
| 2010 | Eyes closed                                                 | Staan niet op een album                 |
| 2010 | Smile                                                       | Staan niet op een album                 |
| 2010 | Memory lane                                                 | Staan niet op een album                 |
| 2010 | Your way                                                    | Staan niet op een album                 |
| 2010 | Daydreaming                                                 | Staan niet op een album                 |
| 2010 | Escape                                                      | Netsky                                  |
| 2010 | Iron heart                                                  | Netsky                                  |
| 2010 | Moving with you (featuring Jenna G)                         | Netsky                                  |
| 2010 | Secret agent                                                | Netsky                                  |
| 2010 | Mellow                                                      | Netsky                                  |
| 2010 | I can't hold it                                             | Netsky                                  |
| 2010 | Storm clouds                                                | Netsky                                  |
| 2010 | Gravity                                                     | Netsky                                  |
| 2010 | Let's leave tomorrow                                        | Netsky                                  |
| 2010 | Rise and shine                                              | Netsky                                  |
| 2010 | The magic Russian bottle                                    | Netsky                                  |
| 2010 | Endless search                                              | Netsky                                  |
| 2010 | Lost without you                                            | Netsky                                  |
| 2010 | Pirate Bay                                                  | Netsky                                  |
| 2012 | Give & take                                                 | 2                                       |
| 2012 | Come alive                                                  | 2                                       |
| 2012 | 911                                                         | 2                                       |
| 2012 | Jetlag funk                                                 | 2                                       |
| 2012 | Love has gone                                               | 2                                       |
| 2012 | The whistle song (featuring Dynamite MC)                    | 2                                       |
| 2012 | Wanna die for you (featuring Diane Charlemagne)             | 2                                       |
| 2012 | Get away from here (featuring Selah Sue)                    | 2                                       |
| 2012 | Squad up (featuring Jimmy Jams)                             | 2                                       |
| 2012 | Puppy                                                       | 2                                       |
| 2012 | When darkness falls (featuring Bridgette Amofah)            | 2                                       |
| 2012 | Detonate                                                    | 2                                       |
| 2012 | No beginning                                                | 2                                       |
| 2012 | Dubplate Special (featuring Darrison)                       | 2                                       |
| 2012 | Drawing straws                                              | 2                                       |
| 2013 | Without you                                                 | Staat niet op een album (Gratis Single) |
| 2014 | Love life                                                   | Hospital: We Are 18                     |
| 2014 | Running low (featuring Beth Ditto)                          | Sony Music Entertainment                |
| 2014 | Can't speak (Netsky vs Metrik) (featuring Stealth)          |                                         |
| 2015 | Rio (featuring Digital Farm Animals)                        | 3                                       |
| 2015 | Work it out (featuring Digital Farm Animals)                | 3                                       |
| 2016 | Who knows (featuring Paije)                                 | 3                                       |
| 2016 | Thunder (featuring Emeli Sande)                             | 3                                       |
| 2016 | Leave It Alone (featuring Saint Raymond)                    | 3                                       |
| 2016 | Go 2                                                        | 3                                       |
| 2016 | High Alert (featuring Sara Hartman)                         | 3                                       |
| 2016 | TNT (Featuring Dave 1 From Chromeo)                         | 3                                       |
| 2017 | Here with you (met Lost Frequencies )                       | Staan niet op een album                 |
| 2018 | Téquila limonada (featuring A.Chal)                         | Staan niet op een album                 |
| 2018 | Ice cold (met David Guetta)                                 | Staan niet op een album                 |
| 2019 | I don't even know you anymore (featuring Bazzi & Lil Wayne) | Staan niet op een album                 |
| 2020 | I See the Future in Your Eyes                               | Second Nature                           |
| 2020 | Mixed Emotions (featuring Montell2099)                      | Second Nature                           |
| 2020 | Blend (featuring Rudimental & Afronaut Zu)                  | Second Nature                           |

### Remixes
| Jaar | Remix                                                    | Verschenen op                                         |
| ---- | -------------------------------------------------------- | ----------------------------------------------------- |
| 2009 | Miike Snow - Black and blue (Netsky Remix)               | Black And Blue (Remixes)                              |
| 2010 | CHEW Lips - Karen (Netsky Remix)                         | Karen                                                 |
| 2010 | Mutated Forms - Glory days (Never again) (Netsky Remix)  | Time to Shine / Glory Days (Never Again) Netsky Remix |
| 2010 | Audio Bullys - Only man (Netsky Remix)                   | niet uitgebracht                                      |
| 2010 | Pendulum - Witchcraft (Netsky Remix)                     | Witchcraft (single)                                   |
| 2010 | Swedish House Mafia - One (Netsky Remix)                 | One (single)                                          |
| 2010 | Underworld feat. High Contrast - Scribble (Netsky Remix) | Scribble (single)                                     |
| 2010 | Shameboy - Strobot (Netsky Remix)                        | Strobot / Seaside (ep)                                |
| 2010 | Rusko - Everyday (Netsky Remix)                          | Everyday                                              |
| 2010 | Die & Interface - Bright lights (Netsky Remix)           | Bright Lights (Remixes)                               |
| 2011 | Jessie J - Nobody's perfect (Netsky Remix)               | Nobody's Perfect (single)                             |
| 2011 | B.o.B - Airplanes (Netsky Remix)                         | onbekend                                              |
| 2011 | Skream (featuring Sam Frank) - Anticipate (Netsky Remix) | Hospitality Drum & Bass 2012                          |
| 2012 | Madeon - Finale (Netsky Remix)                           | The City                                              |
| 2012 | Epic Mickey 2 (Netsky Remix)                             | onbekend                                              |
| 2014 | Ed Sheeran - Don't (Netsky Remix)                        | onbekend                                              |
| 2014 | Jack Ü (featuring Kiesza) - Take Ü there (Netsky Remix)  | Take Ü there (Remixes)                                |
| 2017 | Dua Lipa - Be the one (Netsky Remix)                     | onbekend                                              |
| 2018 | Elias - Focus (Netsky Remix)                             | onbekend                                              |

## Trivia
Boris Daenen werd ereburger van Edegem in 2023.
- Bibliothèque nationale de France: cb16746199n (data)
- Gemeinsame Normdatei: 1024792528
- International Standard Name Identifier: 0000 0003 7845 7687
- Library of Congress Control Number: no2015024418
- MusicBrainz: 587fd8ec-2e9d-4ce6-8bc5-97d0a9334883
- Virtual International Authority File: 256055158
- WorldCat: E39PBJbtjrV3Rt78Wdg98mg7pP